# Assemblée législative de l'oblast autonome juif
VIIIe législature
no 18, perspective du 60e anniversaire de l'URSS, Birobidjan
L'assemblée législative de l'oblast autonome juif (en russe : Законодательное собрание Еврейской автономной области, en yiddish : לעגיסלאַטיווע אַסעמבלי פון די אידישע אַוטאָנאָמאָוס קאנט) est l'organe législatif régional de l'oblast autonome juif en Russie. Le parlement est composé de 19 députés élus pour 5 ans au suffrage universel direct. À la suite des dernières élections en 2021, l'assemblée est dominée par Russie unie.

## Élections

### 2021
| Parti         | Parti                          | %     | Sièges |
| ------------- | ------------------------------ | ----- | ------ |
|               | Russie unie                    | 51,86 | 14     |
|               | KPRF                           | 19.04 | 2      |
|               | LDPR                           | 9.28  | 1      |
|               | Parti de la démocratie directe | 5,93  | 1      |
|               | Russie juste                   | 5,50  | 1      |
|               |                                |       |        |
| Participation | Participation                  | 26.61 |        |